# Liste des députés européens de Belgique de la 1re législature
Lors des élections européennes de 1979, 24 députés européens sont élus en Belgique. Leur mandat débute le 16 juillet 1979 et se termine le 23 juillet 1984.
- Les démocrates-chrétiens du Christelijke Volkspartij et du Parti social-chrétien obtiennent 10 sièges.
- Les socialistes du Socialistische Partij et du Parti socialiste obtiennent 7 sièges.
- Les libéraux du Partij voor Vrijheid en Vooruitgang et du Parti réformateur libéral obtiennent 4 sièges.
- Les nationalistes flamands de la Volksunie obtiennent 1 siège.
- Les autonomistes wallons du Front démocratique des francophones et du Rassemblement wallon obtiennent 2 sièges.

12 d'entre eux quittent leurs fonctions avant la fin de leur mandat et sont remplacés par leurs suppléants, ce qui porte à 36 le total des personnes ayant occupé ce poste.
| Nom                                                                      | Parti                               | Parti |
| ------------------------------------------------------------------------ | ----------------------------------- | ----- |
| Marijke J.H. Van Hemeldonck (Remplace Marcel Colla le 31 janvier 1982.)  | Socialistische Partij               | SOC   |
| Karel Van Miert                                                          | Socialistische Partij               | SOC   |
| Willy Vernimmen                                                          | Socialistische Partij               | SOC   |
| Raymonde Dury (Remplace Fernand Delmotte le 30 mars 1982.)               | Parti socialiste                    | SOC   |
| Ernest Glinne                                                            | Parti socialiste                    | SOC   |
| Anne-Marie Lizin                                                         | Parti socialiste                    | SOC   |
| Lucien Radoux                                                            | Parti socialiste                    | SOC   |
| Raphaël Chanterie (Remplace Paul De Keersmaeker le 31 janvier 1982.)     | Christelijke Volkspartij            | PPE   |
| Lambert V.J. Croux                                                       | Christelijke Volkspartij            | PPE   |
| Pol Marck (Remplace Jaak Henckens le 7 septembre 1981.)                  | Christelijke Volkspartij            | PPE   |
| Alphonsine Phlix (Remplace Leo Tindemans le 17 décembre 1981.)           | Christelijke Volkspartij            | PPE   |
| Marcel Albert Vandewiele                                                 | Christelijke Volkspartij            | PPE   |
| Eric Van Rompuy (Remplace Joris Verhaegen le 28 août 1981.)              | Christelijke Volkspartij            | PPE   |
| Jan Verroken                                                             | Christelijke Volkspartij            | PPE   |
| Fernand Herman                                                           | Parti social-chrétien               | PPE   |
| Paul Vankerkhoven (Remplace Victor Michel le 9 novembre 1982.)           | Parti social-chrétien               | PPE   |
| Pierre Deschamps (Remplace Charles-Ferdinand Nothomb le 21 mai 1980.)    | Parti social-chrétien               | PPE   |
| Jeanne Pauwelyn (Remplace Willy De Clercq le 17 décembre 1981.)          | Partij voor Vrijheid en Vooruitgang | LD    |
| Karel De Gucht (Remplace Herman Vanderpoorten le 21 mai 1980.)           | Partij voor Vrijheid en Vooruitgang | LD    |
| André Damseaux                                                           | Parti réformateur libéral           | LD    |
| Luc Beyer de Ryke (Remplace Jean Rey le 11 juillet 1980.)                | Parti réformateur libéral           | LD    |
| Jaak Vandemeulebroucke (Remplace Maurits Coppieters le 12 février 1981.) | Volksunie                           | CDI   |
| Paul-Henry Gendebien                                                     | Rassemblement wallon                | NI    |
| Antoinette Spaak                                                         | Front démocratique des francophones | NI    |

## Source
- parl.europa.eu/members/archive/term1.do;jsessionid=B4883C10FD1EB6E8D4A9206CD0CE8515.node1?language=FR Les députés de la première législature, site du parlement européen.